# Dianthus ugamicus
Dianthus ugamicus är en nejlikväxtart som beskrevs av A.I. Vvedensky. Dianthus ugamicus ingår i släktet nejlikor, och familjen nejlikväxter. Inga underarter finns listade i Catalogue of Life.